# 金朝子爵列表
金朝封爵分國王（二國）、國王（一國）、王、郡王、国公、開國郡公、開國縣公、開國侯（開國郡侯、開國縣侯）、開國伯（開國郡伯、開國縣伯）、開國子（開國郡子、開國縣子）、開國男（開國郡男、開國縣男）十一等十五種。追贈的爵位不加“開國”一詞，無食邑。其中，開國子為第十等，食邑五百戶以上，不食實封，一般以郡望封之。
下表列出金朝可考的子爵。

## 開國郡子

### 渤海郡開國子
- 高某，食邑五百戶

### 廣陵郡開國子
- 高师旦，食邑五百戶

### 廣平郡開國子
- 徒单子澄，食邑五百戶

### 隴西郡開國子
- 李文本，食邑五百戶

### 南陽郡開國子
- 白舜臣，食邑五百戶

### 神麓郡開國子
- 大重寿，食邑五百戶[2]

## 開國縣子

### 博陵縣開國子
- 崔扩仁，食邑五百戶

### 陳留縣開國子
- 路伯达，食邑五百戶

### 范陽縣開國子
- 燕毅，食邑五百戶

### 汾陽縣開國子
- 郭瑁，食邑五百戶
- 郭宗庆，食邑五百戶

### 馮翊縣開國子
- 党怀英，食邑五百戶

### 河南縣開國子
- 元好问，食邑五百戶

### 弘農縣開國子
- 杨侯，食邑五百戶
- 杨瀛，食邑五百戶

### 江夏縣開國子
- 黄久约，食邑八百戶

### 金源縣開國子
- 完颜弼，食邑五百戶
- 完颜德瑜，食邑五百戶

### 京兆縣開國子
- 康吉甫，食邑五百戶
- 田仲礼，食邑五百戶

### 隴西縣開國子
- 李忠翊，食邑五百戶

### 魯縣開國子
- 孔固，食邑五百戶

### 平原縣開國子
- 左光庆，食邑五百戶

### 清河縣開國子
- 張琪，食邑五百戶
- 張□，食邑五百戶
- 張暐，食邑五百戶
- 張元徵，食邑五百戶

### 汝南縣開國子
- 周允中，食邑五百戶

### 上古縣開國子
- 成蒙亨，食邑五百戶

### 太原縣開國子
- 王良翰，食邑五百戶
- 王从简，食邑五百戶
- 王瑀，食邑五百戶

### 天水縣開國子
- 赵安时，食邑五百戶
- 秦守正，食邑五百戶

### 武威縣開國子
- 石玠，食邑五百戶
- 石宗壁，食邑五百戶
- 贾少冲，食邑五百戶

### 贊皇縣開國子
- 李献能，食邑五百戶[2]

## 縣子（贈）
- 安定縣子胡仲溶[3]